# José Manuel Fajardo
José Manuel Fajardo (José Manuel Fajardo Gonzalez) est un journaliste, traducteur et écrivain espagnol né à Grenade en 1957.

## Œuvres
- Lettre du bout du monde, [« Carta del fin del mundo »], trad. de Claude Bleton, Paris, Éditions Flammarion, coll. « Gulliver », 1998, 169 p.  (ISBN 2-08-067518-4)

- rééd., Paris, Éditions Métailié, coll. « Bibliothèque hispanique », 2012, 160 p.  (ISBN 978-2-86424-875-0)
- Les Imposteurs, [« El converso »], trad. de Claude Bleton, Paris, Éditions Métailié, coll. « Bibliothèque hispanique », 2000, 331 p.  (ISBN 2-86424-347-4)
- Les Démons à ma porte, [« Una belleza convulsa »], trad. de Claude Bleton, Paris, Éditions Métailié, coll. « Bibliothèque hispanique », 2002, 281 p.  (ISBN 2-86424-420-9)
- L'Eau à la bouche, [« A pedir de boca »], trad. de Claude Bleton, Paris, Éditions Métailié, coll. « Bibliothèque hispanique », 2006, 263 p.  (ISBN 978-2-86424-588-9)     /     rééd. en poche, Paris, Éditions Métailié, coll. «Points», 2015, 352 p.  (ISBN 978-2-75781-285-3)
- Dernières Nouvelles de Noela Duarte, [« Primeras noticias de Noela Duarte »], en collaboration avec Antonio Sarabia et José Ovejero, trad. Claude Bleton, Paris, Moisson Rouge/Alvik, 2009, 202 p.  (ISBN 978-2-91483-388-2)
- Mon nom est Jamaïca, [« Mi nombre es Jamaica »], trad. de Claude Bleton, Paris, Éditions Métailié, coll. « Bibliothèque hispanique », 2010, 301 p.  (ISBN 978-2-86424-734-0)
- Silencieuses Odyssées, phot. de Francesco Gattoni, trad. de Claude Bleton, Paris, Jean-Paul Rocher, éditeur, 2011, 68 p.  (ISBN 978-2-917411-41-4)
- Banquets de la Méditerranée (récit Monde en bouche [« Mundo boca »] ), anthologie de nouvelles avec Christos Chomrnidis, Youssouf Amine Elalamy, Francesco de Filippo et Hyam Yared, Fuveau, Les Écrivains en Provence, 2013, 226 p.  (ISBN 978-2-917395-28-8)
- Haine, [Odio], trad. de Claude Bleton, Paris, Éditions Métailié, coll. « Bibliothèque hispanique », 2021, 301 p.  (ISBN 979-10-226-1159-6)

## Prix et distinctions
Quelques distinctions de l'auteur :
- Prix International de Jornalisme Rey de España - 1992 pour [«Las naves del tiempo»], inédit en français.
- Prix littéraire Charles-Brisset - 2002 pour Les démons à ma porte [« Una belleza convulsa »]
- Prix Littéraire d'Entreprise du Salon du Livre de Cluses - 2007
- Prix Bouchons de Culture (Salon des littératures Européennes de Cognac) - 2011
- Prix Alberto Benveniste - 2011
- Prix Espartaco de roman historique (Semana Negra de Gijón, Espagne) pour Haine - 2023